# لینو الیاس
لینو الیاس (اسپانیایی: Lino Elias‎؛ زادهٔ ۱۶ مارس ۱۹۶۶) وزنه‌بردار اهل کوبا بود. وی در بازی‌های المپیک تابستانی ۱۹۹۲ شرکت کرده‌است.